# آنيكي غرونلوه
آنيكي غرونلوه (بالهولندية: Anneke Grönloh) (ولدت في جزر الهند الشرقية الهولندية ، في 7 يونيو 1942 - وتوفيت بفرنسا في 14 سبتمبر 2018 ) كانت مغنية هولندية .

## روابط خارجية
- آنيكي غرونلوه على موقع IMDb (الإنجليزية)
- آنيكي غرونلوه على موقع ميوزك برينز (الإنجليزية)
- آنيكي غرونلوه على موقع ديسكوغز (الإنجليزية)